# Stora Mellby socken
Stora Mellby socken i Västergötland ingick i Bjärke härad, ingår sedan 1974 i Alingsås kommun med en mindre del i Trollhättans kommun och motsvarar från 2016 Stora Mellby distrikt.
Socknens areal är 82,19 kvadratkilometer varav 82,07 land. År 2000 fanns här 1 096 invånare.  Tätorten Stora Mellby med sockenkyrkan Stora Mellby kyrka ligger i socknen.   

## Administrativ historik
Socknen har medeltida ursprung. Före den 1 januari 1886 (ändring enligt beslut den 17 april 1885) var namnet Mellby socken. 18 juli 1867 införlivades Genneveds socken. 
Vid kommunreformen 1862 övergick socknens ansvar för de kyrkliga frågorna till Mellby församling och för de borgerliga bildades Mellby landskommun.  Landskommunen inkorporerades 1952 i Bjärke landskommun som upplöstes 1974 då huvuddelen av denna del uppgick i Alingsås kommun, med en mindre del med en areal av 12,8 km², varav allt land, och 84 invånare överfördes till Trollhättans kommun (Lagmansereds församling). Församlingen uppgick 2006 i Bjärke församling.
1 januari 2016 inrättades distriktet Stora Mellby, med samma omfattning som församlingen hade 1999/2000, det vill säga samma omfattning som sockendelen inom Alingsås kommun.
Socknen har tillhört län, fögderier, tingslag och domsagor enligt vad som beskrivs i artikeln Bjärke härad. De indelta soldaterna tillhörde Västgöta-Dals regemente, Väne kompani och Västgöta regemente, Barne kompani .

## Geografi
Stora Mellby socken ligger norr om Alingsås kring Mellbyån. Socknen har odlingsbygd i ådalar och är i övrigt en skogsbygd.
En sätesgård var Hede säteri.

## Fornlämningar
Nio hällkistor och lösfynd från stenåldern är funna. Från järnåldern finns sju gravfält och en fornborg.

## Befolkningsutveckling
Befolkningen ökade från 1 450 1810 till 2 425 1880 varefter den minskade till 1 086 1980 då den var som minst under 1900-talet. Därefter vände folkmängden uppåt igen till 1 151 1990.

## Namnet
Namnet skrevs 1447 Midhelby och kommer från kyrkbyn. Namnet innehåller Midhal-, 'mellan-' och by, 'gård; by'.